# Niklas Hagman
Niklas Hagman (Espoo, 5. prosinca 1979.) finski je profesionalni hokejaš na ledu. Lijevoruki je napadač koji igra na poziciji lijevog krila. Trenutačno nastupa u National Hockey League (NHL) za momčad Calgary Flames.

## National Hockey League
Florida Panthers draftirala je Hagmana kao 70. ukupno na draftu 1999. godine. U američko-kandskoj profesionalnoj ligi zaigrao je u sezoni 2001./02. prije čega je nastupao za finski HIFK. 22. studenog 2001. Hagman je zabio svoj prvi gol u NHL-u, u uvjerljivoj pobijedi Panthersa nad Anaheim Mighty Ducksima. Lockout sezonu (2004./05.) Nash je proveo u švicarskom Davosu. Nakon što se NHL vratio u redovno izdanje, u prosincu 2005. Hagman je mijenjan u Dallas Stars za izbor drafta 2007. godine. 
29. veljače 2008. postigao je u pobjedi Dallasa nad Chicagom svoj prvi hat-trick karijere. Na kraju sezone 2007./08. napustio je klub kao slob. igrač i potpisao za Toronto Maple Leafs. Hagman je svoj prvi hat-trick u dresu Maple Leafsa upisao 27. listopada 2009. na gostovanju kod Anaheima. Zbog najlošijeg starta i igara kluba tijekom uvodonog dijela sezone 2009./10. u Torontu su se odlučili na jednu od najvećih zamjena igrača. Toronto je doveo Diona Phaneufa, Fredrika Sjöströma i Keith Auliea iz Calgary Flamesa, dok su u drugom smjeru krenula čak četvorica igrača: upravo Hagman, Matt Stajan, Jamal Mayers i Ian White.

## Finska reprezentacija
Hagman je s Finskom na Zimskim olimpijskim igrama uzeo dvije medalje. Prvo u Torinu 2006. srebro, a četiri godine kasnije u Vancouveru broncu. 

## Statistika karijere

### Klupska statistika
| 1997./98.       | HIFK                | SM-liiga        | 8   | 1   | 0   | 1   | —   | 0   | —  | —  | — | —  | —  | —  |
| 1998./99.       | HIFK                | SM-liiga        | 18  | 1   | 2   | 3   | —   | 14  | —  | —  | — | —  | —  | —  |
| 1998./99.       | Kiekko-Espoo        | SM-liiga        | 14  | 1   | 1   | 2   | —   | 2   | —  | —  | — | —  | —  | —  |
| 2000./01.       | Kärpät              | SM-liiga        | 56  | 28  | 18  | 46  | —   | 32  | 8  | 3  | 1 | 4  | —  | 0  |
| 2001./02.       | Florida Panthers    | NHL             | 78  | 10  | 18  | 28  | -6  | 8   | —  | —  | — | —  | —  | —  |
| 2002./03.       | Florida Panthers    | NHL             | 80  | 8   | 15  | 23  | -8  | 20  | —  | —  | — | —  | —  | —  |
| 2003./04.       | Florida Panthers    | NHL             | 75  | 10  | 13  | 23  | -5  | 22  | —  | —  | — | —  | —  | —  |
| 2004./05.       | HC Davos            | NLA             | 44  | 17  | 22  | 39  | —   | 20  | 15 | 10 | 7 | 17 | —  | 6  |
| 2005./06.       | Florida Panthers    | NHL             | 30  | 2   | 4   | 6   | -8  | 2   | —  | —  | — | —  | —  | —  |
| 2005./06.       | Dallas Stars        | NHL             | 54  | 6   | 9   | 15  | -2  | 16  | 5  | 2  | 1 | 3  | -1 |    |
| 2006./07.       | Dallas Stars        | NHL             | 82  | 17  | 12  | 29  | +3  | 34  | 7  | 0  | 1 | 1  | -1 | 10 |
| 2007./08.       | Dallas Stars        | NHL             | 82  | 27  | 14  | 41  | +4  | 51  | 8  | 2  | 0 | 2  | +2 | 8  |
| 2008./09.       | Toronto Maple Leafs | NHL             | 65  | 22  | 20  | 42  | -5  | 4   | —  | —  | — | —  | —  | —  |
| 2009./10.       | Toronto Maple Leafs | NHL             | 55  | 20  | 13  | 33  | -3  | 23  | —  | —  | — | —  | —  | —  |
| Sveukupno - NHL | Sveukupno - NHL     | Sveukupno - NHL | 601 | 122 | 118 | 240 | -30 | 180 | 20 | 4  | 2 | 6  | 0  | 22 |

## Vanjske poveznice
- Profil  Arhivirana inačica izvorne stranice od 7. ožujka 2010. (Wayback Machine) na NHL.com
- Profil na The Internet Hockey Database